# آلتاي إزمير
نادي آلتاي إزمير هو نادي تركي من منطقة إزمير تأسس عام 1914 و هو يلعب في الدوري التركي الدرجة الثالثة.

## الإنجازات

### دوري
- دوري السوبر التركي المركز الثالث (مرتان): 1969–70، 1976–77
- الدوري التركي الدرجة الاولى (مرة) :2001–02 / وصيف (مرتان) : 1983–84، 1990–91

### كأس
- كأس تركيا (مرتان): 1966–67، 1979–80 / وصيف (5):1963–64، 1967–68، 1971–72، 1978–79، 1985–86
- كأس السوبر التركي وصيف (مرتان): 1967، 1980

## روابط إضافية
- (بالتركية)